# Film in 1928
Dit artikel gaat over de film in het jaar 1928.

## Gebeurtenissen
- 18 november – Steamboat Willie gaat in première. Het is de eerste film die een soundtrack bevat.

## Succesvolste films
| Plaats | Titel              | Studio                | Opbrengst      | Opbrengst  | Opbrengst           | Opbrengst |
| Plaats | Titel              | Studio                | Internationaal | VS/Canada  | Verenigd Koninkrijk | Australië |
| ------ | ------------------ | --------------------- | -------------- | ---------- | ------------------- | --------- |
| 1.     | The Singing Fool   | Warner Bros. Pictures |                |            |                     |           |
| 2.     | Lights of New York | Warner Bros. Pictures |                | $1.200.000 |                     |           |
| 3.     | West of Zanzibar   | Metro-Goldwyn-Mayer   |                | $921.000   |                     |           |

## Academy Awards
1ste Oscaruitreiking:
- Beste Film: Wings (Paramount Famous Lasky)
- Beste Acteur: Emil Jannings in The Last Command en The Way of All Flesh
- Beste Actrice: Janet Gaynor in 7th Heaven, Street Angel en Sunrise

## Lijst van films
- Abie's Irish Rose
- Across to Singapore
- The Actress
- Alraune
- L'argent
- The Awakening
- The Barker
- Beggars of Life
- Café Elektric
- The Cameraman
- Champagne
- La Chute de la maison Usher
- The Circus
- The Crowd
- Daredevil's Reward
- Dinner Time
- The Docks of New York
- Dream of Love
- Easy Virtue
- The Fall of the House of Usher
- The Farmer's Wife
- Feel My Pulse
- Four Sons
- Four Walls
- The Gallopin' Gaucho
- Gentlemen Prefer Blondes

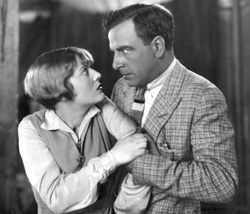
Still van de film 'The Barker', met Dorothy Mackaill en Milton Sills, 1928

- Geschlecht in Fesseln - Die Sexualnot der Gefangenen
- A Girl in Every Port
- Hello Cheyenne
- Huntingtower
- In Old Arizona
- Interference
- Ladies of the Mob
- A Lady of Chance
- The Last Command
- The Latest from Paris
- Laugh, Clown, Laugh
- The Law of the Range
- Leentje van de zee
- The Life and Death of 9413: a Hollywood Extra
- Lights of New York
- The Man Who Laughs
- The Matinee Idol
- The Mysterious Lady
- Een Nacht op het Duivelsbed
- Noah's Ark
- Our Dancing Daughters
- La Passion de Jeanne d'Arc
- The Patriot
- Plane Crazy
- The Racket
- Red Hair
- Rose-Marie
- Sadie Thompson
- Should Married Men Go Home?
- Show People
- The Singing Fool
- Speedy
- Steamboat Bill Jr.
- Steamboat Willie
- Storm over Azië (Russische titel: Potomok Tsjingischana)
- Street Angel
- Telling the World
- Tempest
- Town of Love (aka Ai no machi)
- The Trail of '98
- Two Arabian Knights
- The Viking
- The Way of All Flesh
- We Faw Down
- West of Zanzibar
- West Point
- White Shadows in the South Seas
- The Wind
- A Woman of Affairs
- A Woman's Way

## Geboren
| Datum                 | Naam                 | Beroep                         |
| --------------------- | -------------------- | ------------------------------ |
| 7 januari († 2017)    | William Peter Blatty | Schrijver                      |
| 26 januari († 2000)   | Roger Vadim          | Regisseur / Schrijver / Acteur |
| 13 januari († 1970)   | Albert Lamorisse     | Regisseur                      |
| 11 februari           | Conrad Janis         | Acteur                         |
| 29 februari           | Tempest Storm        | Burleske artiest / Actrice     |
| 1 maart († 2016)      | Jacques Rivette      | Regisseur                      |
| 24 maart († 1999)     | Vanessa Brown        | Actrice                        |
| 23 april († 2014)     | Shirley Temple       | Actrice                        |
| 26 juli († 1999)      | Stanley Kubrick      | Regisseur                      |
| 6 augustus († 1987)   | Andy Warhol          | Artiest / Regisseur            |
| 11 augustus           | Arlene Dahl          | Actrice                        |
| 15 augustus († 2018)  | Nicolas Roeg         | Regisseur                      |
| 16 augustus           | Ann Blyth            | Actrice                        |
| 31 augustus († 2002)  | James Coburn         | Acteur                         |
| 17 september († 1998) | Roddy McDowall       | Acteur                         |
| 19 september († 2017) | Adam West            | Acteur                         |
| 1 oktober († 1994)    | George Peppard       | Acteur                         |
| 2 oktober († 1993)    | George McFarland     | Acteur                         |
| 3 november († 1981)   | Wanda Hendrix        | Actrice                        |

## Overleden
| Datum       | Naam          | Leeftijd | Beroep |
| ----------- | ------------- | -------- | ------ |
| 10 augustus | Rex Cherryman | 30       | Acteur |

1870-1879 · 1880-1889 · 1890 · 1891 · 1892 · 1893 · 1894 · 1895 · 1896 · 1897 · 1898 · 1899 · 1900 · 1901 · 1902 · 1903 · 1904 · 1905 · 1906 · 1907 · 1908 · 1909 · 1910 · 1911 · 1912 · 1913 · 1914 · 1915 · 1916 · 1917 · 1918 · 1919 · 1920 · 1921 · 1922 · 1923 · 1924 · 1925 · 1926 · 1927 · 1928 · 1929 · 1930 · 1931 · 1932 · 1933 · 1934 · 1935 · 1936 · 1937 · 1938 · 1939 · 1940 · 1941 · 1942 · 1943 · 1944 · 1945 · 1946 · 1947 · 1948 · 1949 · 1950 · 1951 · 1952 · 1953 · 1954 · 1955 · 1956 · 1957 · 1958 · 1959 · 1960 · 1961 · 1962 · 1963 · 1964 · 1965 · 1966 · 1967 · 1968 · 1969 · 1970 · 1971 · 1972 · 1973 · 1974 · 1975 · 1976 · 1977 · 1978 · 1979 · 1980 · 1981 · 1982 · 1983 · 1984 · 1985 · 1986 · 1987 · 1988 · 1989 · 1990 · 1991 · 1992 · 1993 · 1994 · 1995 · 1996 · 1997 · 1998 · 1999 · 2000 · 2001 · 2002 · 2003 · 2004 · 2005 · 2006 · 2007 · 2008 · 2009 · 2010 · 2011 · 2012 · 2013 · 2014 · 2015 · 2016 · 2017 · 2018 · 2019 · 2020 · 2021 · 2022 · 2023 · 2024 · 2025